# Franciszek Salwator Toskański
Franciszek Salwator (niem. Franz Salvator Maria Joseph Ferdinand Karl Leopold Anton von Padua Johann Baptist Januarius Aloys Gonzaga Rainer Benedikt Bernhard von Österreich-Toskana) (ur. 21 sierpnia 1866 w Altmünster; zm. 20 kwietnia 1939 w Wiedniu) – arcyksiążę austriacki, generał kawalerii cesarskiej i królewskiej Armii, generalny inspektor ochotniczej opieki sanitarnej.

## Życiorys
Franciszek Salwator był synem Karola Salwatora, księcia Toskanii, arcyksięcia Austrii, i jego żony Marii Immaculaty Burbon, córki Ferdynanda II, króla Obojga Sycylii.
Swoją przyszłą żonę, Marię Walerię (1868–1924), poznał na balu. Arcyksiężniczka, ukochana córka cesarzowej Elżbiety i cesarza Franciszka Józefa I, jako jedyna z rodzeństwa mogła wyjść za mąż z miłości. Jej wybór padł właśnie na Franciszka. Ich ślub odbył się 31 lipca 1890 roku w Bad Ischl. Maria Waleria i Franciszek doczekali się dziesięciorga dzieci. Początek małżeństwa był bardzo udany, jednak z biegiem czasu było coraz gorzej i Franciszek zaczął zdradzać żonę. Związał się z młodszą o 25 lat Stefanią Richter (1891–1972) (późniejszą księżną von Hohenlohe-Waldenburg-Schillingsfürst, żoną księcia Fryderyka Franciszka), z którą miał nieślubnego syna, uznanego przez Marię Walerię. Dziesięć lat po śmierci Marii Walerii, 28 kwietnia 1934 w Wiedniu, Franciszek zawarł małżeństwo morganatyczne z Melanią von Risenfels (1898–1984).
23 lipca 1914 został mianowany przez cesarza generalnym inspektorem dobrowolnej służby pielęgniarskiej.

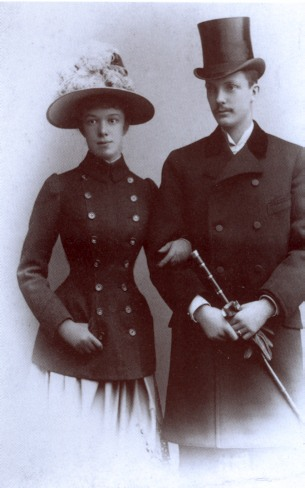
Franciszek Salwator ze swoją żoną arcyksiężniczką Marią Walerią

## Dzieci
- Elżbieta (1892–1930)
- Franciszek Karol (1893–1918)
- Hubert Salwator (1894–1971)
- Jadwiga (1896–1970)
- Theodor Salwator (1899–1978)
- Gertruda (1900–1962)
- Maria (1901–1936)
- Klemens Salwator (1904–1974)
- Matylda (1906–1991)
- Agnieszka (1911–1911)
- Franciszek Józef von Hohenlohe-Schillingsfürst (1914–2008) (nieślubny)

Najstarszy syn Franciszek Karol zmarł przedwcześnie 10 grudnia 1918. Nie ożenił się i nie zostawił potomstwa. Klemens Salwator z kolei 20 lutego 1931 roku ożenił się z hrabiną Elżbietą Resseguier de Miremont, z którą miał ośmioro dzieci. Z powodu tego małżeństwa musiał zrzec się nazwiska i wszelkich praw w porządku dziedziczenia. Dla siebie i swoich potomków przyjął nazwisko i tytuł księcia Altenburg. W chwili śmierci arcyksiążę Franciszek osierocił siedmioro dzieci.

## Odznaczenia[6]
- Order Złotego Runa
- Krzyż Wielki Orderu Świętego Stefana
- Gwiazda Zasługi Czerwonego Krzyża
- Srebrny Medal Honorowy Czerwonego Krzyża (21 sierpnia 1914)[7]
- Krzyż Zasługi Wojskowej III kl.
- Srebrny Medal Zasługi Wojskowej na wstędze Krzyża Wojskowego
- Brązowy Medal Zasługi Wojskowej na wstędze Krzyża Wojskowego
- Srebrny Medal Zasługi Wojskowej na czerwonej wstędze
- Brązowy Medal Zasługi Wojskowej na czerwonej wstędze
- Odznaka za Służbę Wojskową III kl.
- Medal Jubileuszowy Pamiątkowy dla Sił Zbrojnych i Żandarmerii
- Krzyż Jubileuszowy Wojskowy